# Leptoconops hamariensis
Leptoconops hamariensis är en tvåvingeart som beskrevs av Herzi och Sabatini 1983. Leptoconops hamariensis ingår i släktet Leptoconops och familjen svidknott.
Artens utbredningsområde är Somalia. Inga underarter finns listade i Catalogue of Life.